# Bahía Kona
La Bahía Kona es una bahía de Bolivia ubicada en la Isla del Sol del Lago Titicaca, en la provincia de Manco Kapac del departamento de La Paz. Tiene una boca de entrada de 1,7 millas náuticas (1,98 km), con unas dimensiones de 3,60 kilómetros de fondo. Tiene una superficie aproximada de 4,6 kilómetros cuadrados, siendo la bahía más grande de la isla.